# ロバート・ブラウン (Campsterianus)
ロバート・ブラウン（Robert Brown、1842年3月23日 - 1895年10月26日）は、スコットランドの科学者、探検家、著述家である。同名の同じスコットランド出身の有名な科学者、ロバート・ブラウンと区別するために著者名に出身地のCampster（Campsterianus）を付記することが多かった。各地を探検し地理や動植物に関する著述を行った。

## 略歴
スコットランド、ハイランド州のケイスネスのキャンプスター（Campster）に生まれた。エディンバラ大学で学び、1860年に卒業した。その後ライデン大学、コペンハーゲン大学、ロストック大学で学び、ロストック大学で博士号を得た。1861年にスピッツベルゲン島、グリーンランド、バフィン湾を訪れたのに始まり、その後の2年間に太平洋の島々、南アメリカのベネズエラからアラスカ、ベーリング海を旅した。イギリスのコロンビア探検に植物学者として参加し、1864年のバンクーバー島の内陸の探検の指揮官を務め、最初の地図製作を監修した。1867年にはエドワード・ウィンパー（Edward Whymper）とグリーンランドを訪れ、氷河を研究し、氷河の侵食に関する論文を書いた。その後、アフリカ北東部を旅した。
1869年にエディンバラに落ち着き、高校やヘリオット・ワット大学の博物学の教師を勤め、雑誌に地理の話題について寄稿し、ロンドン・リンネ協会や地理学会の紀要に地理学や植物学の記事を書いた。1875年からその翌年にかけて、エディンバラ大学の植物学の教授の候補となるが、その地位は得られなかった。エディンバラのチェンバーズ出版社の出版した百科事典の多くの項目を執筆し、1876年には多くの新聞に記事を書いた。その後、ロンドンに移って、地理学や人種学に関する多くの著作を行った。

## 著作
- Manual of Botany (1874)
- Science for All (five volumes, 1877–82)
- The World Its Cities And Peoples (volumes IV-IX, 1882–85)
- The Story of Africa and Its Explorers (four volumes, 1892–95;  new edition, 1911)
- The adventures of John Jewitt : only survivor of the crew of the ship Boston during a captivity of nearly three years among the Indians of Nootka Sound in Vancouver Island (1896) reprint with notes and 30-page introduction by Robert Brown at Internet Archive.